# ソン・ユグン

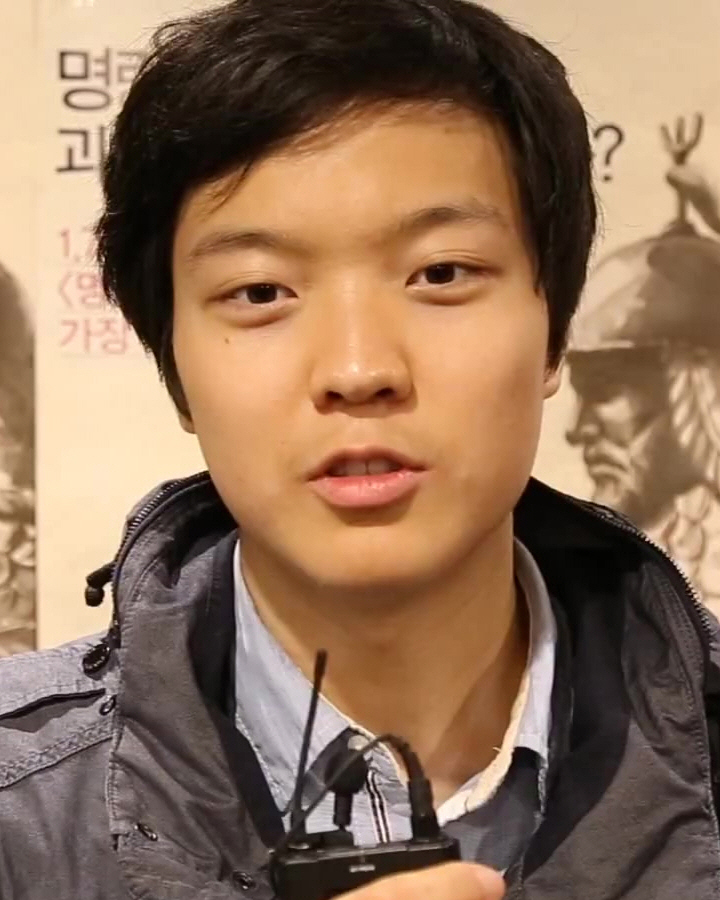
ソン・ユグン

ソン・ユグン（송유근、宋幽根、 Yoogeun Song, 1997年11月27日 - ）は、かつて天才少年として注目された韓国の男性である。

## 来歴
2004年8月、情報処理技能士、情報機器運用技能士に最年少合格。
2004年11月に6歳で京畿道南楊州市の心石初等學校6年に入学。翌年に手続き上の欠陥を理由に教育人的資源部から入学取消処分を受けたが、4月に処分無効確認訴訟で勝訴したことにより遡及適用されて2005年2月の卒業扱いとなった。
その後は同年5月に高校入学検定考試、8月には高校卒業検定試験に合格した。
2005年11月には仁荷大学校自然科学系列に合格し、韓国史上最年少の大学生となり、科学技術部が前年に制定した科学神童プログラム第一号に認定された。しかし、大学生活に適応できず、退学している。
2009年、科学技術連合大学院大学（UST）の韓国天文研究院修士・博士統合課程に入学。2015年、博士論文として「一般相対性理論の天体物理学的応用」を提出した。論文審査に合格すれば、韓国最年少の博士号となるはずだった。しかし、大学の調査によって、彼の指導教授が本人論文を自己盗作していたことが明らかになった。 その後、2018年在学年限の8年以内に博士号を取得できなかったという理由で同年9月に除籍処分となった。

## 人物
自己紹介によると、本貫は礪山宋氏。
3歳にして三角形の内角の和は必ずしも180°にはならないという非ユークリッド幾何学を理解していた。一日中アリの巣をながめるなど小さいころから興味を持つとそれから離れなかった。幼稚園に通っていなかった彼に教科書を与えると短時間で理解。九九をわずかな時間でマスターし、それから10ヶ月もたたないうちに微分積分をマスター。仁荷大学入試では波動力学の基礎となる「シュレーディンガー方程式」を披露し学校関係者を驚かせた。
趣味はドラム（本人いわく、ドラムの音は物理学の波動に通じるらしい）。
尊敬する人は湯川秀樹。
夢はノーベル賞を受賞することや空飛ぶ車を作ること（『ハリー・ポッターと秘密の部屋』に空飛ぶ車が登場したことから）。